# NGC 3252
NGC 3252 (другие обозначения — UGC 5732, MCG 12-10-49, ZWG 333.39, IRAS10303+7401, PGC 31278) — спиральная галактика с перемычкой (SBd) в созвездии Дракона. Открыта Уильямом Гершелем в 1785 году.
В галактике находится источник быстрых радиовсплесков FRB 181030A, один из ближайших к Млечному Пути — удалена на 20 мегапарсек. Масса нейтрального атомарного водорода в галактике составляет 3,9⋅108 M⊙, что в 5 раз меньше, чем ожидается при наблюдаемом темпе звездообразования в галактике. Металличность газа в галактике составляет 60 % от солнечной.
Этот объект входит в число перечисленных в оригинальной редакции «Нового общего каталога».